# ДЮСШ «Екстрім» (Тернопіль)
СДЮСШОР «Екстрім» —  спеціалізована дитячо-юнацька спортивна школа олімпійського резерву міста Тернополя зі сноубордингу та лижного фристайлу (могул). СДЮСШОР «Екстрім» — спортивна школа вищої категорії.
Школа знаходиться в орендованому приміщенні за адресою: м.Тернопіль, Київська, 3б (приміщення Станції юних техніків).

## Історія
Історія школи починається з ентузіазму Ліщука Володимира Савича, який і був засновником школи.
У 1985 році вихованці гірськолижного клубу при спортивному товаристві «Буревісник», вперше взяли участь у республіканських змаганнях у с. Ясиня Закарпатської області та у Славську, Львівської області.
У травні 1985 р. клубу виділена земельна ділянка під обладнання гірськолижної траси по вул. М. Тарнавського. Клуб переріс у потужну дитячо-юнацьку спортивну школу. В листопаді 1985 р. на кошти обласної ради профспілок трасу обладнано освітленням та підйомником довжиною 185 м.
У 1990 році клуб передано на баланс заводу «Сатурн». На початку 1990-х років, у зв'язку з кризою, інтерес до спорту на підприємстві згас.
У 1994 р. створено ТОВ «Дитячо-юнацька спортивна школа “Скіф”». У 1997 р. її перетворено на госпрозрахункову гірськолижну дитячу спортивну школу. У штаті були тільки директор та один тренер-викладач. Коштів на штат не виділялося, матеріально школу підтримували міський відділ спорту, обласна ДЮСШ, ТОВ «Технотерн», ТОВ «Громада».
Від січня 1999 р. виконком Тернопільської міської ради розширив школу до трьох штатних одиниць та передав її на баланс управління освіти міської ради. В цьому ж році тернопільські спортсмени почали здобувати призові місця на першостях України з гірськолижного спорту та фристайлу (могул).
Школі виділили один з корпусів дитячого дошкільного закладу, де зусиллями працівників школи обладнано адміністративно-господарські та тренувальні приміщення. Це був один з важливих етапів розвитку школи, в цей час також відкрито відділення сноубордингу. Також збільшився штат тренерів-викладачів — у школі займалося понад 100 учнів.
26 грудня 2009 року наказом № 3/718 Головного управління з питань туризму, сім'ї, молоді та спорту  Тернопільської облдержадміністрації  Гірськолижній ДЮСШ надано Першу категорію.
Від 05 лютого 2010 року Гірськолижна дитячо-юнацька спортивна школа була перейменована в дитячо-юнацьку спортивну школу «Екстрім» (СДЮСШ «Екстрім»).
26 грудня 2013 року наказом № 1328  Міністерства молоді та спорту України  ДЮСШ "Екстрім" надано Вищу категорію та статус "спеціалізована" (СДЮСШ "Екстрім").
23 квітня 2021 року рішенням сесії Тернопільської міської ради №8/5/25 школу перейменовано на “Спеціалізована дитячо-юнацька спортивна школа олімпійського резерву “Екстрім” Тернопільської міської ради (СДЮСШОР “Екстрім” ТМР).

## Структура
З 03 травня 2018 року школу очолюють  Романишин Тетяна Іванівна (директор) та Ліщук Володимир Савич (заступник директора з навчально-тренувальної роботи).
У СДЮСШОР «Екстрім» є два відділення: сноубординг та фристайл (могул).
Тренерсько-викладацький склад СДЮСШОР "Екстрім":

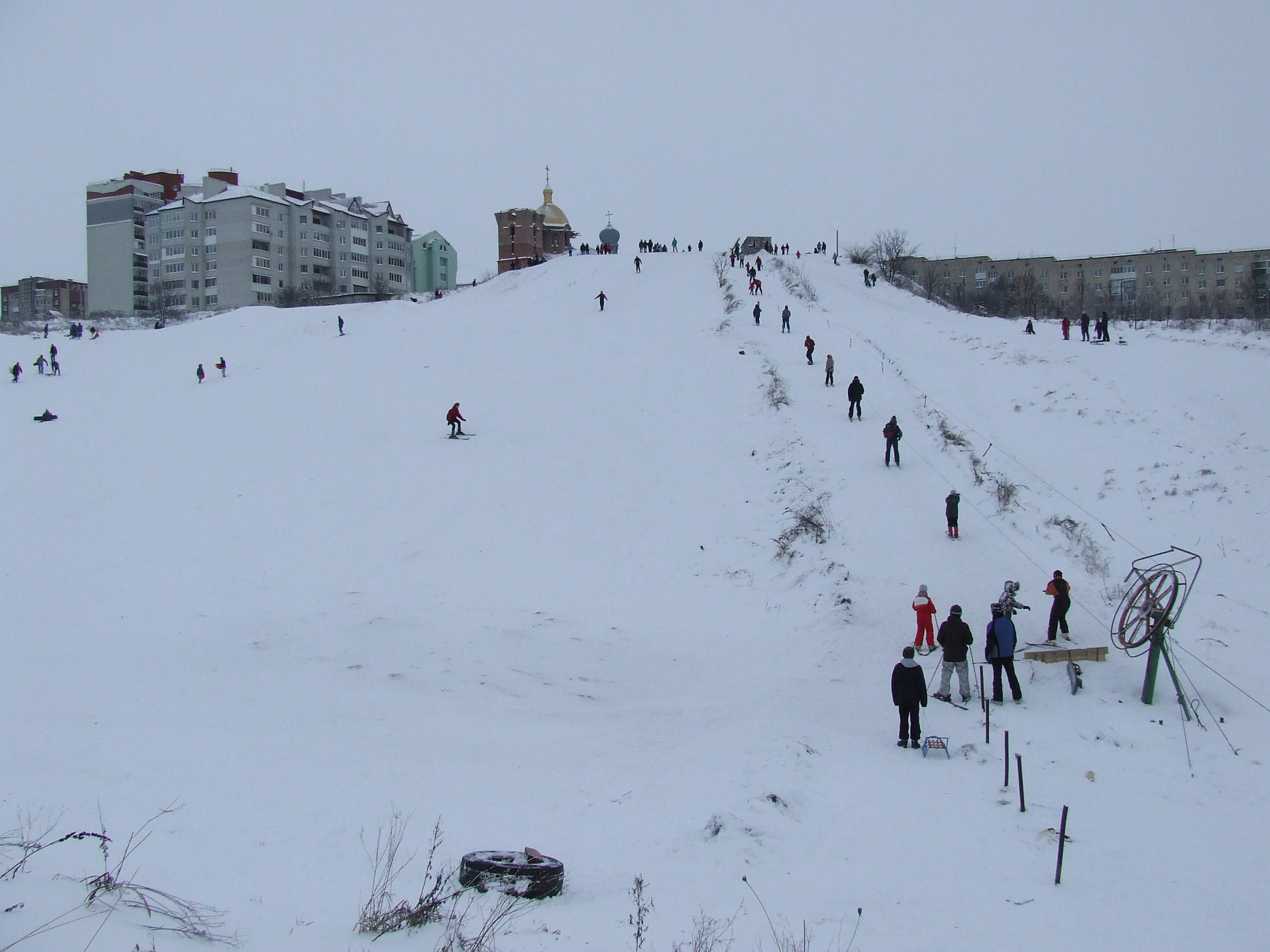

### Сноубординг
1. Бігуняк Андрій Миколайович — вища категорія тренера,
2. Пазунка Наталя Іванівна — вища категорія тренера (старший тренер по сноубордингу),
3. Перчик Уляна Ігорівна — майстер спорту України, друга категорія тренера,
4. Мамчур Володимир Степанович,
5. Ящук Ніна Володимирівна

### Фристайл (могул)
1. Щербанюк Оксана Ігорівна — майстер спорту України,  вища категорія тренера (старший тренер по фристайлу);
2. Кучер Роман Миколайович — майстер спорту України,  перша категорія тренера;
3. Любінська Ганна Ігорівна;
4. Приймак Сергій Сергійович  -  майстер спорту України;
5. Лук'янська Уляна Олегівна - кандидат у майстри спорту України.

Тренери, які також внесли вагомий внесок у розвиток школи: Винницький Олег Володимирович, Грабик Надія Михайлівна, Вербицький Віталій Миколайович, Стельмах Світлана Іванівна, Кавецька Галина Романівна, Кекот Ірина Мирославівна, Сохацька Уляна Євгенівна, Масира Олег Іванович.

## Досягнення
Команди СДЮСШОР «Екстрім» стабільно лідирують на всеукраїнських змаганнях. Більше десятка спортсменів школи включено до основного складу та резерву збірних команд України.
| Рік  | К-ть чол. у збірній України | К-ть медалей | Командні досягнення | Конкурс від Федерації лижного спорту України "Краща спортивна школа року" у номінації "сноубординг" |
| ---- | --------------------------- | ------------ | --- | --------------------------------------------------------------------------------------------------- |
| 2004 | 17                          | 28           | Чемпіони Першості України | |
| 2005 | 11                          | 56           | Чемпіони Першості України | |
| 2006 | 10                          | 52           | 2 місце в юніорському Чемпіонаті України | |
| 2007 | 11                          | 72           | Чемпіони Кубків України, переможці дорослого Чемпіонату України, 2 місце в юніорському Чемпіонаті України                                        | |
| 2008 | 10                          | 65           | Чемпіони Кубків України, переможці дорослого Чемпіонату України, переможці юніорського Чемпіонату України                                        | |
| 2009 | 14                          | 66           | Чемпіони Кубків України, переможці дорослого Чемпіонату України, переможці юніорського Чемпіонату України, переможці дитячого Чемпіонату України | |
| 2010 | 14                          | 66           | Чемпіони Кубків України, переможці юніорського Чемпіонату України, переможці дитячого Чемпіонату, 2 місце в Чемпіонаті України серед дорослих    | |
| 2011 | 20                          | 49           | Чемпіони Кубків України, переможці дорослого Чемпіонату України, переможці юніорського Чемпіонату України, переможці дитячого Чемпіонату України | |
| 2012 | 11                          | 56           | Чемпіони Кубків України, переможці юніорського Чемпіонату України, переможці дитячого Чемпіонату України, 2 місце в дорослому Чемпіонаті України | 1 місце                                                                                             |
| 2013 | 9                           | 82           | Чемпіони Кубків України, переможці дорослого Чемпіонату України, переможці юніорського Чемпіонату України, переможці дитячого Чемпіонату України | 2 місце                                                                                             |
| 2014 | 12                          | 69           | Чемпіони Кубків України, переможці юніорського Чемпіонату України, переможці дитячого Чемпіонату України                                         | 1 місце                                                                                             |
| 2015 | 12                          | 56           | Чемпіони України та переможці Кубка України з сноубордингу, Чемпіони України серед дорослих та юніорів з фристайлу (могул)                       | 2 місце                                                                                             |
| 2016 | 11                          | 49           | Чемпіони України серед юніорів з сноубордингу, Чемпіони України з фристайлу (могул)                                                              | 2 місце                                                                                             |
| 2017 | 10                          | 40           | Чемпіони України серед юнаків та срібні призери серед юніорів з сноубордингу, Чемпіони України з фристайлу (могул)                               | 1 місце                                                                                             |
| 2018 | 14                          | 66           | Чемпіони України серед юнаків та срібні призери серед юніорів з сноубордингу, Чемпіони України з фристайлу (могул)                               | |
| 2019 | 20                          | 70           | Чемпіони України та призери серед юнаків та юніорів з сноубордингу, Чемпіони України з фристайлу (могул)                                         | |
| 2020 | 17                          | 64           | Чемпіони України та призери серед юнаків та юніорів з сноубордингу, Чемпіони України з фристайлу (могул)                                         | |
| 2021 | 17                          | 53           | Чемпіони України та призери серед юнаків та юніорів з сноубордингу, Чемпіони України та призери з фристайлу (могул)                              | |
| 2022 | 26                          | 45           | Чемпіони України та призери серед юнаків та юніорів з сноубордингу, Чемпіони України та призери з фристайлу (могул)                              | |

### Найкращі спортсмени СДЮСШОР «Екстрім»

#### Сноубординг
Гречин Галина (МС), Тимош Світлана (МС), Добрянська Світлана (МС), Походай Наталія (МС), Галатович Вікторія (МС), Перчик Уляна (МС), Гречин Юлія (МС),  Дмитрів Оксана (МС), Рихлівська Олена (МС), Бігус Тарас (МС), Грещук Ірина (МС), Мерц Оксана (МС), Копчак Тетяна (МС), Тарнавська Тетяна (МС), Ханас Віта Марія (МС), Ярош Тетяна (МС).

#### Фристайл (могул)
Кучер Роман (МС), Масира Олег (МС), Мончак Назар (МС), Приймак Сергій (МС), Приймак Вікторія (МС), Хомут Юрій (КМС), Іваник Роман (КМС), Брудко Юлія (МС), Лук'янська Уляна (КМС), Зозуляк Петро (КМС), Журак Оксана (МС).